# Brinon-sur-Sauldre
Brinon-sur-Sauldre ist eine französische Gemeinde mit 972 Einwohnern (Stand: 1. Januar 2022) im Département Cher in der Region Centre-Val de Loire; sie gehört zum Arrondissement Vierzon und zum Kanton Aubigny-sur-Nère. Die Einwohner werden Brinonnais genannt.

## Geographie
Brinon-sur-Sauldre liegt etwa 46 Kilometer südsüdöstlich von Orléans in der Sologne am Fluss Sauldre und am Canal de la Sauldre. An der nördlichen Gemeindegrenze verläuft der Beuvron, im Süden die Boute Vive. 
Umgeben wird Brinon-sur-Sauldre von den Nachbargemeinden Chaon im Nordwesten und Norden, Isdes im Norden, Cerdon im Nordosten, Clémont im Osten, Sainte-Montaine im Südosten und Süden, Souesmes im Süden und Südwesten sowie Pierrefitte-sur-Sauldre im Westen.

## Bevölkerungsentwicklung
| Jahr                       | 1962 | 1968 | 1975 | 1982 | 1990 | 1999 | 2006 | 2019 |
| Einwohner                  | 1440 | 1332 | 1293 | 1249 | 1107 | 1089 | 1048 | 974  |
| Quellen: Cassini und INSEE |      |      |      |      |      |      |      |      |

## Sehenswürdigkeiten
- Kirche Saint-Barthélemy aus dem 12. Jahrhundert

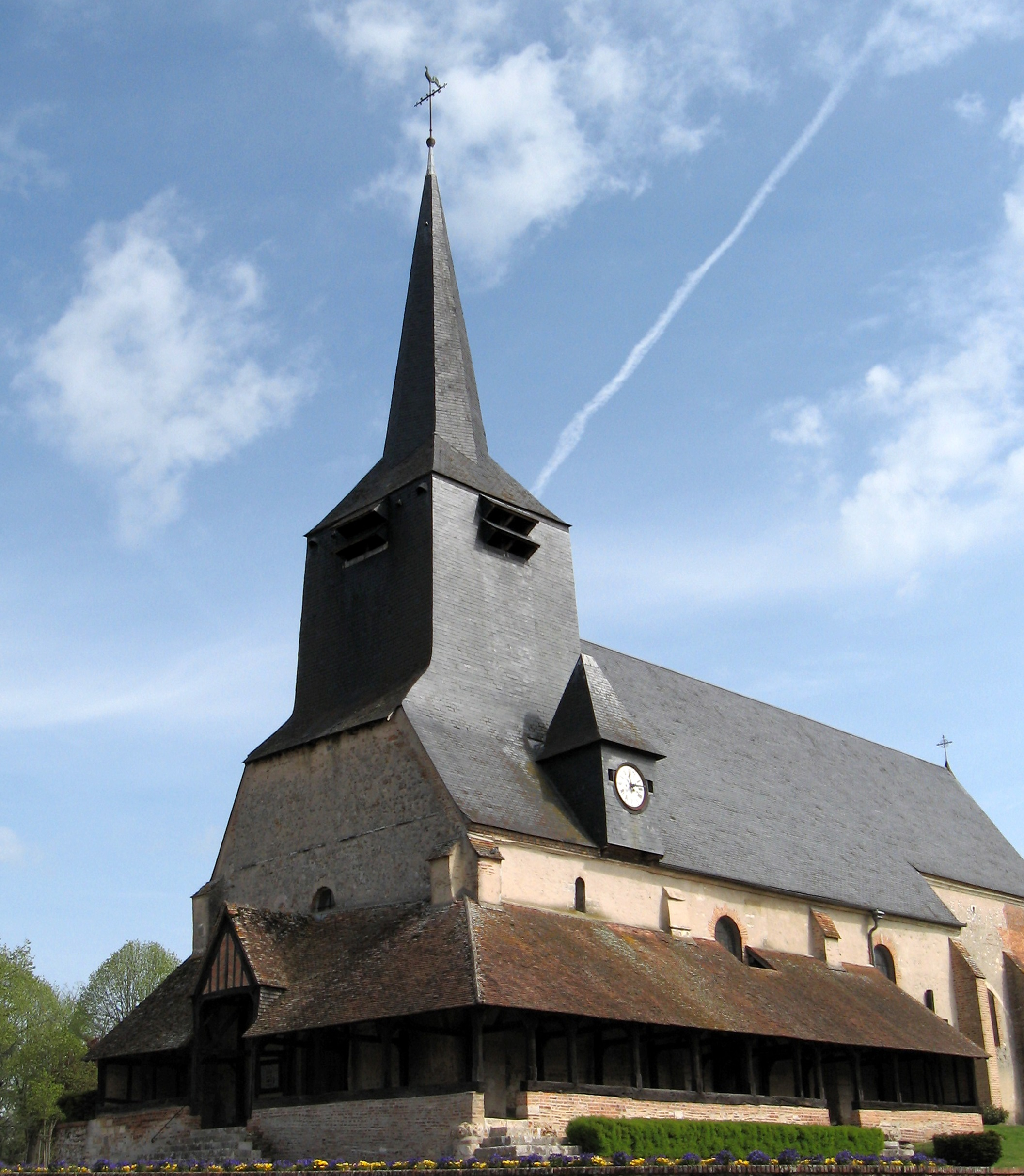
Kirche Saint-Barthélemy

- Schloss